# Magomed Ievlóiev
Magomed Iakhiàievitx Ievlóiev (en rus: Магоме́д Яхьяевич Евло́ев) (Malgobek, 22 de novembre de 1971 - Nazran, 31 d'agost de 2008) fou un periodista, advocat i empresari ingúix, propietari de l'agència de notícies Ingushetiya.ru, altament crític amb el lideratge del president d'Ingúixia, Murat Ziàzikov, per la seva ferma aliança amb les polítiques del Kremlin. No s'ha de confondre Magomed Ievlóiev amb el líder dels rebels ingúixos Akhmed Ievlóiev, que també se'l coneix com a Magomed.
El 31 d'agost de 2008, fou assassinat d'un tret al cap per la policia. Setmanes abans de la seva mort, corria el rumor que Magomed sabia que la seva vida estava en perill i havia planejat buscar asil polític en un estat de la Unió Europea. La policia local va al·legar que Ievlóiev va intentar agafar un fusell d'assalt d'un dels policies just abans que fos mort dins del cotxe.
El juliol de 2008 Human Rights Watch documentà dotzenes de detencions arbitràries, desaparicions, actes de tortura i execucions extrajudicials a Ingúixia.
El seu funeral es convertí en una mostra de rebuig contra el govern rus en la que, segons els organitzadors, diversos centenars de persones van prendre-hi part. Durant la matinada del 2 de setembre, la policia va dispersar una multitud de 50 persones aproximadament que encara quedava a la plaça major de Nazran.
L'Organització per a la Seguretat i la Cooperació a Europa denuncià la mort de Ievlóiev com un acte de repressió contra la dissidència d'Ingúixia.